# Rutgerus Rescius
Rutgerus Rescius, Rutger Ressen, auch Dryopolitanus (= 'Bürger von Eik') (* ca. 1495 in Maaseik; † 2. Oktober 1545 in Löwen), war ein Renaissance-Humanist und der erste Professor für Griechisch an der Universität Löwen am Collegium Trilingue.
Über die Jugend Rutger Ressens aus Maaseik ist wenig bekannt. Er studierte in Paris Griechisch bei Girolamo Aleandro bis Ende 1513. Dort erwarb er den Grad des Baccalaureus bis 1514 und erteilte Griechischunterricht, u. a. für den Westfalen Ludolf Cock. Nach einer Station in Alkmaar begann er 1515 ein Jurastudium in Löwen und gab Griechischkurse. 1515 wurde er Korrektor für griechische Schriften beim Drucker Thierry/Dirk Martens. Dort druckten sie erste Grammatiktabellen für den Unterricht. In dieser Zeit lernte er Erasmus kennen, der für seine Berufung 1518 als erster Professor in Griechisch an das neue Collegium Trilingue sorgte. Anfangs noch unbekannt und von Jacob Ceratinus angeleitet, erwarb er zunehmend eine hohe Reputation. Er folgte dabei dem Vorbild des byzantinischen Lehrplans, den die itaiienischen Humanisten angepasst übernommen hatten, las demnach über anerkannte griechische Klassiker, zuerst Xenophon, später Homer. Daneben behandelte er auch das biblische Griechisch und wenige Kirchenväter. Die Befassung mit einem juristischen Text von Justinian erregte den Unwillen der Juristischen Fakultät. Anders als in Byzanz wurde Latein die vermittelnde Metasprache. Das Verfahren der interpretatio war, mit einer Zusammenfassung des ganzen Werkes zu beginnen, die vorgesehene griechische Textpassage laut vorzulesen und Wort für Wort ins Lateinische zu übersetzen, sie dann noch einmal zu paraphrasieren und Unbekanntes zu erklären. In der Aussprache schloss er sich dem byzantinischen Itazismus an Wegen seiner Heirat 1525 zog er aus dem Kolleg aus, was nicht üblich war. Als der Drucker Dirk Martens 1529 aufhörte, trat er seine Nachfolge im Druckgeschäft an, aus Gewinnsucht, wie u. a. Erasmus kritisierte, als „alter apud Belgas Manutius“ wie Valerius Andreas lobte.
So konnte er zahlreiche Editionen betreuen: Homer, Platon, Xenophon, Hippokrates, Plutarch und die Kirchenväter. Daneben war er in der europäischen Szene der Humanisten aktiv und gab zeitgenössische Texte heraus: Victoria serenissimi Poloniæ regis contra vayevodam Moldaviæ Turcæ tributarium von Jan Dantyszek (1531); De ratione dicendi libri tres von Juan Luis Vivès (1533); vom portugiesischen Humanisten Damião de Góis die Commentarii rerum gestarum in India citra Gangem a Lusitanis anno 1538 (1539) sowie Fides, religio moresque Æthiopum sub imperio preciosi Johannis, quem vulgo presbyterum Johannem vocant (1540) und Hispania Damiani a Goes, equitis lusitani (1542).

## Einzelbelege
1. 1 2  Raf Van Rooy: In Rutger Rescius’ classroom at the Leuven Collegium Trilingue (1543–44): His study program and didactic method. Leuven 2017 (academia.edu [abgerufen am 1. August 2023]).
2. ↑  Porträt Dirk Martens (1446 - 1534) : Lithographie - Deutsche Digitale Bibliothek. Abgerufen am 1. August 2023.

| Personendaten    | Personendaten                                    |
| ---------------- | ------------------------------------------------ |
| NAME             | Rescius, Rutgerus                                |
| ALTERNATIVNAMEN  | Dryopolitanus                                    |
| KURZBESCHREIBUNG | niederländischer Humanist und Professor in Löwen |
| GEBURTSDATUM     | um 1495                                          |
| GEBURTSORT       | Maaseik                                          |
| STERBEDATUM      | 2. Oktober 1545                                  |
| STERBEORT        | Löwen                                            |